# Diospyros everettii
Diospyros everettii är en tvåhjärtbladig växtart som beskrevs av Elmer Drew Merrill. Diospyros everettii ingår i släktet Diospyros och familjen Ebenaceae. Inga underarter finns listade i Catalogue of Life.